# Rue de l'Échelle (Paris)
Pour les articles homonymes, voir Rue de l'Échelle.
La rue de l’Échelle est une voie du 1er arrondissement de Paris, en France.

## Origine du nom
L’échelle patibulaire des évêques de Paris devait se dresser dans l’ancienne rue de l’Échelle. Selon l’historien Jacques Hillairet, le nom pourrait être dû à une enseigne.

## Historique
La primitive rue de l'Échelle, qui débutait à l'emplacement de la petite place du Carrousel (absorbée par la rue de Rivoli) et se terminait à la porte Saint-Honoré, longeait extérieurement l'enceinte de Charles V.
En 1402, elle est appelée « chemin qui va de la Seine à la porte Saint-Honoré » ; en 1439, « rue des Fossés ». Le censier de l'archevêché de 1633 est le premier document qui la désigne sous le nom de « rue de l'Échelle ».
En 1652, elle est tracée sur le plan de Gomboust, mais ne porte aucune dénomination.
Au coin de la rue Saint-Louis, il y avait une fontaine appelée « fontaine du Diable », car elle était souvent tarie. Elle fut reconstruite en 1759.
Une décision ministérielle du 18 thermidor an IX (6 août 1801), signée Chaptal, et une ordonnance royale du 4 octobre 1826, fixent la largeur de cette voie publique à 13 mètres.
Cette rue de l'Échelle débutait rue de Rivoli et finissait rue Saint-Honoré. Lors des travaux haussmanniens de 1852, la partie comprise entre les rues Saint-Honoré et de Rivoli est élargie.
En 1866, la rue de l'Échelle est prolongée jusqu'à l'avenue de l'Opéra en absorbant les rues des Frondeurs et de l'Anglade ainsi qu'une partie des rues de la Fontaine-Molière et Sainte-Anne.

## Bâtiments remarquables et lieux de mémoire
- Au no 5, une plaque commémorative rend hommage au chef cuisinier et journaliste Prosper Montagné (1865-1948).
- Au no 9 était installée dans la seconde moitié du XIXe siècle et la première moitié du XXe siècle la galerie d'art de Franz Kleinberger, dit Francis Kleinberger, expert spécialisé dans la vente de tableaux anciens, notamment de l'école flamande[5].
- À l'angle de la rue de l'Échelle et de la rue du Carrousel se trouvait une maison dans laquelle était un magasin, Le Petit Carrousel, où était vendue de la porcelaine blanche[6].
- L'Autorité de la concurrence siège rue de l'Échelle.

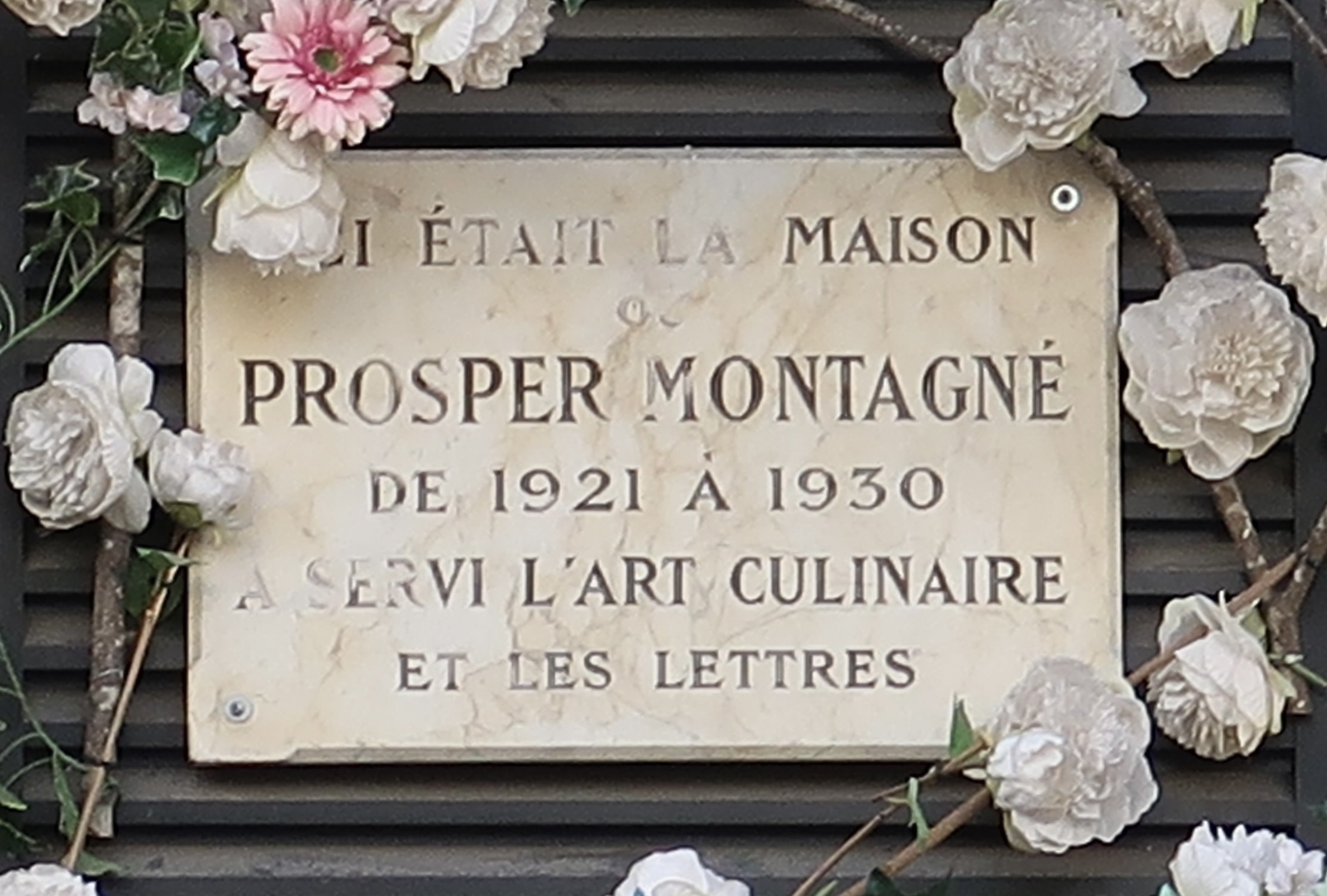
Plaque au no 5.

## Pour approfondir